# Frederik af Baden-Durlach
Arveprins Frederik af Baden-Durlach (tysk: Erbprinz Friedrich von Baden-Durlach ; 7. oktober 1703 – 26. marts 1732) var arveprins af Baden-Durlach fra 1709 til 1732.
Da han døde før sin fader, blev han aldrig markgreve. Han var fader til den senere Storhertug Karl Frederik af Baden.

## Biografi
Han var næstældste søn af markgreve Karl 3. Vilhelm af Baden-Durlach og Magdalene Wilhelmine af Württemberg. Han blev arveprins, da hans storebroder Karl Magnus døde i 1712. Han døde i 1732, seks år før sin fader og blev derfor aldrig markgreve. I stedet blev det hans ældste søn Karl Frederik, der efterfulgte sin bedstefader som markgreve i 1738.

### Ægteskab og børn
Frederik blev gift med Amalie af Nassau-Dietz den 3. juli 1727. Hun var datter af Fyrst Johan Vilhelm Friso af Nassau-Dietz, Fyrste af Oranien og statholder i Frisland og Groningen. De fik to sønner:
1. Karl Frederik (1728-1811), Markgreve af Baden-Durlach og senere Storhertug af Baden.
2. Vilhelm Ludvig (1732-1788)

 Der er for få eller ingen kildehenvisninger i denne artikel, hvilket er et problem. Du kan hjælpe ved at angive troværdige kilder til de påstande, som fremføres i artiklen.